# كينغستون (رود آيلاند)
كينغستون (بالإنجليزية: Kingston, Rhode Island)‏ هي قرية وأماكن مخصصة للتعداد تقع في الولايات المتحدة في Washington County. يقدر عدد سكانها بـ 5,446 نسمة وترتفع عن سطح البحر 75 متر.

## التركيبة السكانية
حدّد مكتب تعداد الولايات المتحدة بيانات التركيبة السكانية لكينغستون في تعداد الولايات المتحدة. في ما يلي، التركيبة السكانية حسب تعدادي 2000 و2010.

### تعداد عام 2000
بلغ عدد سكان كينغستون 5,446 نسمة بحسب تعداد عام 2000، وبلغ عدد الأسر 631 أسرة وعدد العائلات 394 عائلة مقيمة في المنطقة السكنية. في حين سجلت الكثافة السكانية 1,344.7 نسمة لكل كيلومتر مربع (3,482.8/ميل2). وبلغ عدد الوحدات السكنية 664 وحدة بمتوسط كثافة قدره 164 لكل كيلومتر مربع (424.8/ميل2).
وتوزع التركيب العرقي للمنطقة السكنية بنسبة 85.64% من البيض و3.51% من الأمريكيين الأفارقة و1.51% من الأمريكيين الأصليين و4.57% من الأمريكيين ذوي الأصول الآسيوية و0.24% من سكان جزر المحيط الهادئ و2.39% من الأعراق الأخرى و2.15% من عرقين مختلطين أو أكثر و4.59% من الهسبانيون أو اللاتينيون من أي عرق.
بلغ عدد الأسر 631 أسرة كانت نسبة 27.1% منها لديها أطفال تحت سن الثامنة عشر تعيش معهم، وبلغت نسبة الأزواج القاطنين مع بعضهم البعض 54.2% من أصل المجموع الكلي للأسر، ونسبة 6% من الأسر كان لديها معيلات من الإناث دون وجود شريك، بينما كانت نسبة 2.2% من الأسر لديها معيلون من الذكور دون وجود شريكة وكانت نسبة 37.6% من غير العائلات. تألفت نسبة 27.6% من أصل جميع الأسر من عدة أفراد يعيشون في نفس المنزل ونسبة 5.2% كانت تتألف من شخص يعيش بمفرده يبلغ من العمر 65 عاماً أو أكثر. وبلغ متوسط حجم الأسرة المعيشية 2.42، أما متوسط حجم العائلات فبلغ 2.92.
بلغ العمر الوسطي للسكان 19.9 عاماً. وكانت نسبة 5.9% من القاطنين تحت سن الثامنة عشر، وكانت نسبة 4.1% بين الثامنة عشر والرابعة والعشرين عاماً، ونسبة 7.7% كانت واقعةً في الفئة العمرية ما بين الخامسة والعشرين والرابعة والأربعين عاماً، ونسبة 6.8% كانت ما بين الخامسة والأربعين والرابعة والستين، ونسبة 3.5% كانت ضمن فئة الخامسة والستين عاماً فما فوق. يوجد لكل 100 أنثى 101.2 ذكر، ويوجد لكل 100 أنثى في الثامنة عشر من عمرها فما فوق 100.8 ذكر.
بلغ متوسط دخل الأسرة في المنطقة السكنية 56,159 دولارًا، أما متوسط دخل العائلة فبلغ 66,133 دولارًا. وكان متوسط دخل الذكور 47,396 دولارًا مقابل 29,808 دولارًا للإناث. وسجل دخل الفرد الخاص بالمنطقة السكنية 10,952 دولارًا. وكانت نسبة 0.5% من العائلات ونسبة 8.8% من السكان تحت خط الفقر، وكان من هؤلاء نسبة 1.3% تحت سن الثامنة عشر ونسبة 12.2% في الخامسة والستين من العمر وما فوق.

### تعداد عام 2010
بلغ عدد سكان كينغستون 6,974 نسمة بحسب تعداد عام 2010، وبلغ عدد الأسر 731 أسرة وعدد العائلات 443 عائلة مقيمة في المنطقة السكنية. في حين سجلت الكثافة السكانية 1,722 نسمة لكل كيلومتر مربع (4,460.0/ميل2). وبلغ عدد الوحدات السكنية 788 وحدة بمتوسط كثافة قدره 194.6 لكل كيلومتر مربع (504.0/ميل2).
وتوزع التركيب العرقي للمنطقة السكنية بنسبة 85.32% من البيض و5.74% من الأمريكيين الأفارقة و0.40% من الأمريكيين الأصليين و4% من الأمريكيين ذوي الأصول الآسيوية و0.07% من سكان جزر المحيط الهادئ و2.21% من الأعراق الأخرى و2.27% من عرقين مختلطين أو أكثر و6.15% من الهسبانيون أو اللاتينيون من أي عرق.
بلغ عدد الأسر 731 أسرة كانت نسبة 27.8% منها لديها أطفال تحت سن الثامنة عشر تعيش معهم، وبلغت نسبة الأزواج القاطنين مع بعضهم البعض 50.8% من أصل المجموع الكلي للأسر، ونسبة 6.7% من الأسر كان لديها معيلات من الإناث دون وجود شريك، بينما كانت نسبة 3.1% من الأسر لديها معيلون من الذكور دون وجود شريكة وكانت نسبة 39.4% من غير العائلات. تألفت نسبة 25% من أصل جميع الأسر من عدة أفراد يعيشون في نفس المنزل ونسبة 5.3% كانت تتألف من شخص يعيش بمفرده يبلغ من العمر 65 عاماً أو أكثر. وبلغ متوسط حجم الأسرة المعيشية 2.51، أما متوسط حجم العائلات فبلغ 3.04.
بلغ العمر الوسطي للسكان 19.8 عاماً. وكانت نسبة 5.5% من القاطنين تحت سن الثامنة عشر، وكانت نسبة 78.2% بين الثامنة عشر والرابعة والعشرين عاماً، ونسبة 6% كانت واقعةً في الفئة العمرية ما بين الخامسة والعشرين والرابعة والأربعين عاماً، ونسبة 6.5% كانت ما بين الخامسة والأربعين والرابعة والستين، ونسبة 3.7% كانت ضمن فئة الخامسة والستين عاماً فما فوق. وتوزع التركيب الجنسي للسكان بنسبة 44.9% ذكور و55.1% إناث.

## المناخ
يظهر الجدول التالي التغييرات المناخية على مدار السنة لكينغستون:
| البيانات المناخية لـكينغستون      | البيانات المناخية لـكينغستون | البيانات المناخية لـكينغستون | البيانات المناخية لـكينغستون | البيانات المناخية لـكينغستون | البيانات المناخية لـكينغستون | البيانات المناخية لـكينغستون | البيانات المناخية لـكينغستون | البيانات المناخية لـكينغستون | البيانات المناخية لـكينغستون | البيانات المناخية لـكينغستون | البيانات المناخية لـكينغستون | البيانات المناخية لـكينغستون | البيانات المناخية لـكينغستون |
| الشهر                             | يناير                        | فبراير                       | مارس                         | أبريل                        | مايو                         | يونيو                        | يوليو                        | أغسطس                        | سبتمبر                       | أكتوبر                       | نوفمبر                       | ديسمبر                       | المعدل السنوي                |
| --------------------------------- | ---------------------------- | ---------------------------- | ---------------------------- | ---------------------------- | ---------------------------- | ---------------------------- | ---------------------------- | ---------------------------- | ---------------------------- | ---------------------------- | ---------------------------- | ---------------------------- | ---------------------------- |
| متوسط درجة الحرارة الكبرى °ف (°م) | 37.7 (3.2)                   | 38.6 (3.7)                   | 46.4 (8.0)                   | 56.7 (13.7)                  | 67.0 (19.4)                  | 75.5 (24.2)                  | 80.6 (27.0)                  | 79.3 (26.3)                  | 73.2 (22.9)                  | 63.6 (17.6)                  | 52.2 (11.2)                  | 41.4 (5.2)                   | 59.4 (15.2)                  |
| متوسط درجة الحرارة الصغرى °ف (°م) | 18.9 (−7.3)                  | 19.6 (−6.9)                  | 27.2 (−2.7)                  | 35.4 (1.9)                   | 44.7 (7.1)                   | 53.8 (12.1)                  | 59.8 (15.4)                  | 58.5 (14.7)                  | 51.6 (10.9)                  | 41.0 (5.0)                   | 32.6 (0.3)                   | 23.0 (−5.0)                  | 38.8 (3.8)                   |
| الهطول إنش (مم)                   | 4.5 (110)                    | 3.9 (99)                     | 5.0 (130)                    | 4.4 (110)                    | 3.8 (97)                     | 3.5 (89)                     | 3.1 (79)                     | 4.3 (110)                    | 3.9 (99)                     | 3.9 (99)                     | 4.7 (120)                    | 4.8 (120)                    | 49.6 (1٬260)                 |
| المصدر: Weatherbase               |                              |                              |                              |                              |                              |                              |                              |                              |                              |                              |                              |                              |                              |

## أعلام
- إليشا رينولدز بوتير
- مارثا فيرو
- إليشا ر. بوتير
- ويليام د. ميتز
- هيرمان تشيرشل